# Xenomeris alpina
Xenomeris alpina är en svampart som beskrevs av Petr. 1947. Xenomeris alpina ingår i släktet Xenomeris, ordningen Capnodiales, klassen Dothideomycetes, divisionen sporsäcksvampar och riket svampar.   Inga underarter finns listade i Catalogue of Life.